# بريندان كويل
بريندان كويل (بالإنجليزية: Brendan Coyle)‏ (و. 1963  م) هو ممثل مسرحي، وممثل أفلام من المملكة المتحدة، وجمهورية أيرلندا.

## التعليم
تعلم في أكاديمية مونتفيو للفنون المسرحية ‏.

## جوائز وترشيحات
حصل على جوائز منها:
جوائز
- جائزة المسرح العالمي (1999)
- جائزة لورنس أوليفيه

ترشيحات
- جائزة الإيمي برايم تايم لأفضل ممثل مساعد في مسلسل درامي، عن عمل: داونتون آبي (2012)

ترشح لـ:
- جائزة الإيمي برايم تايم لأفضل ممثل مساعد في مسلسل درامي، عن عمل: داونتون آبي (2012).

## وصلات خارجية
- بريندان كويل على موقع IMDb (الإنجليزية)
- بريندان كويل على موقع ميتاكريتيك (الإنجليزية)
- بريندان كويل على موقع روتن توميتوز (الإنجليزية)
- بريندان كويل على موقع قاعدة بيانات الأفلام العربية
- بريندان كويل على موقع ألو سيني (الفرنسية)
- بريندان كويل على موقع أول موفي (الإنجليزية)
- بريندان كويل على موقع قاعدة بيانات برودواي على الإنترنت (الإنجليزية)
- بريندان كويل على موقع قاعدة بيانات الأفلام السويدية (السويدية)
- بريندان كويل على موقع إن إن دي بي (الإنجليزية)
- بريندان كويل على موقع قاعدة بيانات الفيلم (الإنجليزية)